# Marijo Možnik
Marijo Možnik (Zagreb, Croacia, 18 de enero de 1987) es un gimnasta artístico croata, especialista en el ejercicio de barra fija, con el que ha ganado la medalla de bronce en el Mundial de Nanning 2014.

## Carrera deportiva
Participó en el Campeonato Europeo de 2012 celebrado en Montpellier, Francia, logrando la plata en barra fija, por detrás del ruso Emin Garibov.
En los Juegos Mediterráneos de 2013 celebrados en Mersin, Turquía, volvió a ser plata en barra fija, esta vez tras el turco Ümit Şamiloğlu.
En el Mundial de Nanning 2014 consigue el bronce en barra fija, tras el holandés Epke Zonderland y el japonés Kohei Uchimura.
En el Campeonato Europeo de 2015 que se celebró de nuevo en Montpellier ganó el oro en barra fija.